# Ernst Kunstmann
Ernst Kunstmann (* 25. Januar 1898 in Potsdam-Babelsberg, Deutschland; † 30. Mai 1995 ebenda) war ein deutscher Trickfilm- und Spezialeffekte-Kameramann.

## Leben
Kunstmann, eines von zehn Kindern, durchlief nach seinem Schulabschluss eine Ausbildung zum Dreher. Nach seinem Dienst an der Waffe im Ersten Weltkrieg kehrte er 1918 nach Potsdam-Babelsberg zurück, wo ihn die Filmgesellschaft Decla-Bioscop als Bühnenarbeiter anstellte. Rasch zeigte der technisch begabte Kunstmann Interesse an allen Dingen, die Kameratechnik betrafen, und erregte so die Aufmerksamkeit von Eugen Schüfftan, der ihn zu seinem Assistenten machte. Mit Schüfftan entwickelte Kunstmann um 1923 ein Einspiegelungsverfahren, das so genannte Schüfftan-Verfahren. Seine Fertigkeiten konnte Kunstmann für bestimmte Sequenzen berühmter Filme einsetzen, darunter Klassiker wie Fritz Langs Der müde Tod, wo er dafür zu sorgen hatte, das Bernhard Goetzke als Tod erscheint und gleich wieder verschwindet, und Metropolis. Für Langs Kollegen Friedrich Wilhelm Murnau fertigt er die Modelle, die in Der letzte Mann Verwendung fanden. Sie wurden dicht vor das Kameraobjektiv montiert und ließen bei der Aufnahme das Modell und die dahinter arrangierten Realszenen miteinander verschmelzen. In E. A. Duponts berühmtester Inszenierung Varieté und vor allem Langs Metropolis konnten Schüfftan und Kunstmann die aufgenommenen, winzigen Modelle perfekt in die real aufgenommenen Szenen einspielen und somit die Illusion einer (bei Metropolis) futuristischen Welt der gigantischen Bauten, Werkshallen und Straßenzüge erschaffen. 1925 reisten Kunstmann und sein Mentor Schüfftan für anderthalb Jahre in die USA, um ihr Wissen von der Einspiegelungstechnik an die dortigen Kameraleute weiterzugeben.
Mit Anbruch der Tonfilmzeit wurde Ernst Kunstmann als freier Trickspezialist im Studio Babelsberg beschäftigt und fotografierte hin und wieder auch selbständig Filme. Er arbeitete beispielsweise mit Luis Trenker zusammen, für den er das heftige Gewitter in Berge in Flammen tricktechnisch herstellte. Im Jahr darauf animierte Ernst Kunstmann die Flugszenen für Karl Hartls F.P.1 antwortet nicht, kooperierte bei Das Testament des Dr. Mabuse letztmals mit Lang, entwickelte 1933, erneut für Hartl, die Effekte des Science-Fiction-Klassikers Gold her und besorgte 1934 die Spezialfotografie zu Leni Riefenstahls NSDAP-Parteitagsfilms Triumph des Willens. Nach seiner Mitarbeit an Reinhold Schünzels satirischer Götterkomödie Amphitryon – Aus den Wolken kommt das Glück (1935) holte ihn Riefenstahl als einen von zahlreichen (ungenannten) Kameraleuten zu ihrem Olympia-Film. Kurz zuvor, 1935, hatte die Tobis Kunstmann damit beauftragt, in deren Atelier in Berlin-Johannisthal eine Trickabteilung aufzubauen. Bis 1945 waren Kunstmanns visuelle Effekte nur noch bei zwei Filmen der Jahre 1942/43 herausragendes Gestaltungselement: bei Herbert Selpins Titanic-Film, wo er mit dem Filmarchitekten Fritz Maurischat ein Titanic-Schiffsmodell nachbaute, und bei Josef von Bákys Münchhausen-Film, wo er mit dem Kollegen Theo Nischwitz zusammenarbeitete und u. a. Hans Albers berühmt gewordenen Ritt auf der Kanonenkugel in den Pulverturm der Osmanen gestaltete.
Nach dem Kriegsende 1945 beschäftigte sich der vorübergehend arbeitslos gewordene Kunstmann mit der Titelherstellung der deutschen Synchronfassungen sowjetischer Filme im Althoff-Atelier in Potsdam-Babelsberg. 1947 holte ihn die DEFA, für die er nach der Gründung der DDR vor allem deren ambitionierten Märchenfilme Das kalte Herz und Die Geschichte vom kleinen Muck tricktechnisch betreute. 1959 ging er vorübergehend in den Westen und arbeitete an den bundesrepublikanischen Produktionen Ein Mann geht durch die Wand und Herrin der Welt. Nahezu zeitgleich schuf Kunstmann auch die umfassenden Trickaufnahmen zu dem ambitionierten DEFA-Science-Fiction-Streifen Der schweigende Stern von Kurt Maetzig. 1963, mit Erreichen des Pensionsalters, schied Ernst Kunstmann aus der DDR-Staatsfirma aus. Seine Tochter Vera Kunstmann, die bei ihrem Vater in die Lehre ging und ihm in den 1950er Jahren zuarbeitete, folgte seinen Spuren und war gleichfalls in der Trickabteilung der DEFA tätig.

## Filmografie
- 1919: Das Cabinet des Dr. Caligari
- 1921: Der müde Tod
- 1922: Dr. Mabuse, der Spieler, 1. Teil: Der große Spieler - Ein Bild der Zeit
- 1922: Dr. Mabuse, der Spieler, 2. Teil: Inferno, ein Spiel von Menschen unserer Zeit
- 1922/24: Die Nibelungen (2 Teile)
- 1924: Der letzte Mann
- 1925: Varieté
- 1926: Metropolis
- 1926: Die Brüder Schellenberg
- 1927: Die Liebe der Jeanne Ney
- 1927/28: Königin Luise (2 Teile)
- 1928: Haus Nummer 17
- 1929: Narkose
- 1929: Menschen am Sonntag (Dokumentarfilm)
- 1931: Berge in Flammen
- 1932: Die Wasserteufel von Hieflau
- 1932: F.P.1 antwortet nicht
- 1933: Das Testament des Dr. Mabuse
- 1934: Gold
- 1935: Triumph des Willens (NS-Propagandafilm)
- 1935: Königstiger
- 1935: Amphitryon – Aus den Wolken kommt das Glück
- 1936/38: Olympia (zweiteiliger Dokumentarfilm)
- 1939: Robert und Bertram
- 1939: D III 88
- 1940: Die 3 Codonas
- 1942: Meine Frau Teresa
- 1943: Titanic
- 1943: Münchhausen
- 1943: Herr Sanders lebt gefährlich
- 1947: Die seltsamen Abenteuer des Herrn Fridolin B.
- 1948: Chemie und Liebe
- 1948: Träum’ nicht, Annette!
- 1949: Die Buntkarierten
- 1950: Der Rat der Götter
- 1950: Familie Benthin
- 1950: Das kalte Herz
- 1951: Das verurteilte Dorf
- 1951: Karriere in Paris
- 1952: Roman einer jungen Ehe
- 1952: Anna Susanna
- 1952: Geheimakten Solvay
- 1953: Das große und das kleine Glück
- 1953: Die Geschichte vom kleinen Muck
- 1954: Das geheimnisvolle Wrack
- 1954: Ernst Thälmann – Sohn seiner Klasse
- 1954: Stärker als die Nacht
- 1954: Hexen
- 1954: Feuerwerk
- 1954: Pole Poppenspäler
- 1954: Carola Lamberti – Eine vom Zirkus
- 1955: Ernst Thälmann – Führer seiner Klasse
- 1955: Das Fräulein von Scuderi
- 1955: Der Ochse von Kulm
- 1955: Der Teufel vom Mühlenberg
- 1955: Einmal ist keinmal
- 1955: Hanussen
- 1955: Robert Mayer – Der Arzt aus Heilbronn
- 1956: Bonjour, Kathrin
- 1956: Fidelio
- 1956: Du und mancher Kamerad
- 1956: Die Abenteuer des Till Ulenspiegel
- 1957: Schlösser und Katen
- 1957: Lissy
- 1957: Alter Kahn und junge Liebe
- 1957: Spur in die Nacht
- 1957: Das singende, klingende Bäumchen
- 1958: Sonnensucher
- 1958: Tatort Berlin
- 1958: Meine Frau macht Musik
- 1958: Geschwader Fledermaus
- 1959: Das Feuerzeug
- 1959: Weißes Blut
- 1959: Ein Mann geht durch die Wand
- 1960: Der schweigende Stern
- 1960: Herrin der Welt
- 1960: Leute mit Flügeln
- 1960: Division Brandenburg
- 1961: Die goldene Jurte
- 1961: Der Traum des Hauptmann Loy
- 1962: Die schwarze Galeere
- 1962: Vom König Midas